# Concierto para violín n.º 1 (Bruch)
El Concierto para violín n.º 1 en Sol menor, op. 26 fue compuesto por Max Bruch entre 1864 y 1866. Luego de varias revisiones, Bruch le dio forma final en 1868. La primera versión fue interpretada por el violinista Otto von Königslöw en Coblenza, el 24 de abril de 1866, con dirección del propio Bruch. La versión final fue estrenada por Joseph Joachim el 5 de enero de 1868, con dirección de Karl Reinthaler.
Este concierto es la pieza más conocida de Bruch, y se considera uno de los más populares dentro del repertorio romántico alemán (junto a los de Johannes Brahms y Ludwig van Beethoven). Su popularidad ha eclipsado otras obras del compositor, sus otros conciertos para violín y su Fantasía escocesa.
Dado que Bruch no era violinista, durante la composición de la obra pidió ayuda a Joseph Joachim, a quien luego dedicaría la partitura. 
El concierto está dividido en tres movimientos (los dos primeros, unidos), y una ejecución media dura alrededor de 25 minutos. Los movimientos son:
1. Vorspiel[4] - Allegro moderato
2. Adagio
3. Finale - Allegro energico

## Enlaces externos

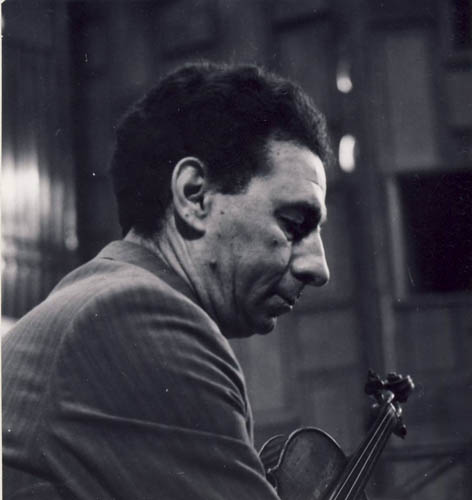
Ion Voicu.